# توپولف تو-۹۵ال‌ای‌ال
توپولف تو-۹۵ال‌ای‌ال (به انگلیسی: Tupolev Tu-95LAL) یک هواگرد ساختِ کارخانهٔ توپولف در کشور اتحاد جماهیر سوسیالیستی شوروی است. این هواگرد برای نخستین بار در ۱۹۶۱ میلادی مورد استفاده قرار گرفت.